# Delilah: The Mysterious Case of Delilah Ambrose
Delilah: The Mysterious Case of Delilah Ambrose est une série télévisée dramatique nigériane de 2016 se déroulant au Nigeria, réalisée par Frank Rajah Arase. Elle met en vedette Okawa Shaznay, Clarion Chukwura, Michael Okon, Paul Obazele et Tony Umez. Delilah a été diffusée pour la première fois sur Africa Magic le 2 juin 2016 en combinant les saisons 1 et 2 ; elle a également été diffusée en ligne via irokotv. La saison 3 a été tournée et devrait être diffusée en 2017.

## Casting
- Okawa Shaznay : Delilah Ambrose
- Clarion Chukwura :  Sylvia Ambrose
- Michael Okon : Jason Attah
- Paul Obazele : Barrister William
- Tony Umez : Julius
- Chamberlyne Okoro : Benjamin Ambrose
- Emem Iniobong : Caroline Ambrose
- Rich Tanksley : Ambassadeur américain

## Synopsis

### Saison 1
Après la mort de Charles Ambrose, sa famille est convoquée au tribunal pour son second mariage avec Delilah Ambrose. La première femme du chef Ambrose, Sylvia, est de connivence avec des hommes de la pègre pour éliminer Delilah. Pendant le procès, un témoin surprenant est amené à la cour pour témoigner contre Delilah Ambrose. Delilah menace l'avocat William de révéler son secret. Jason incite Delilah à s'ouvrir à lui pour qu'il l'aide dans son procès. De son côté, Eva, la femme de Jason, n'est pas particulièrement heureuse du manque d'attention de son mari, qui est obsédé par la représentation de Delilah. Benjamin avertit Razor de faire profil bas pour l'instant. Delilah insiste toujours pour se défendre au tribunal, tandis que Sylvia est déterminée à éliminer Delilah. Jason n'est pas heureux d'apprendre qu'Eva est enceinte et la tension monte entre Jason et Delilah. Delilah découvre qu'elle est enceinte alors que le mariage de Jason est sur le point de s'effondrer. Benjamin menace l'avocat Williams pour tenter de reprendre la société de son père. Eva reçoit un appel inquiétant d'un homme mystérieux. L'avocat Jason laisse ses émotions l'emporter sur son devoir d'avocat. L'enquête se poursuit alors que les détectives découvrent de nouvelles informations sur la mort du chef Ambrose. Le passé d'Eva revient la hanter. Les détectives sont curieux car ils découvrent bientôt que l'arme utilisée pour assassiner John appartient à feu M. Charles Ambrose. Benjamin insiste toujours sur le fait qu'il a tous les droits d'hériter de l'entreprise de son père. Jason veut savoir qui est le véritable père du bébé de Delilah. Benjamin échappe à une mort prématurée. Delilah est prête à tout pour se battre pour la justice à tout prix.

### Saison 2
Le procès de Delilah est enfin terminé et le verdict a laissé les gens se poser des questions. Jason, quant à lui, continue de penser lascivement à Delilah. Les détectives tentent toujours de résoudre l'énigme de la mort des ex-maris de Delilah. Sylvia Ambrose est sur les nerfs, car les enquêtes des détectives pointent désormais dans sa direction et Liam découvre sa photo sur le mur de Delilah avec ses anciens maris. Louisa a été arrêtée après la découverte du poison qu'elle a caché. Alicia, la fille d'un des ex-maris de Delilah, apparaît au bureau pour menacer Delilah. Delilah révèle le secret d'Alicia à Jason, après la menace qu'elle lui a faite. Pendant ce temps, Benjamin s'associe à Alicia pour élaborer un plan visant à faire tomber Delilah. Sylvia Ambrose est démasquée. Delilah s'enfuit dans un endroit inconnu pour y rester jusqu'à la naissance de son bébé. A son arrivée, elle rencontre son ex pour discuter des secrets derrière leur scandale. Sylvia Ambrose est toujours en garde à vue, tandis que Benjamin se précipite pour voir sa sœur Caroline à l'hôpital. Delilah donne au médecin responsable des ordres sévères pour manipuler les résultats des tests de Caroline. Delilah rend visite à Caroline et lui raconte ses activités avec le médecin, qui lui révèle ensuite des choses. Delilah convainc Caroline et fait d'elle la directrice générale de la société. Cela rend Benjamin furieux et l'amène à poser des questions sur son père à l'avocat. Alicia rend visite à Caroline dans son nouveau bureau pour conclure un accord. Jodie voit le tatouage du nom de Delilah sur le dos de Jason, Benjamin menace Alicia alors qu'elle quitte le pays et le détective subit une forte pression après sa décision concernant l'affaire Sylvia Ambrose. Jason est kidnappé pour donner des réponses sur l'endroit où se trouve Delilah.